# Manoel dos Santos Eleotério
Manoel dos Santos Eleotério é um estuprador em série e assassino brasileiro condenado em 2021 a 32 anos de prisão pelo estupro e morte da adolescente Ana Cláudia Conceição Silva em novembro 2015, na cidade de Cubatão, São Paulo. Ele fez ao menos outras quatro vítimas. Para cometer os crimes ele usava os nomes de Léo e Carlos.    
O caso ganhou repercussão nacional e nos portais G1 da Globo, Isto É e UOL. 

## Contexto
Ana Cláudia Conceição da Silva morava com o pai, a mãe Ana Cristina da Conceição Silva e tinha três irmãs, Shirleny, Sabrina e Cíntia. Ela vivia em Cubatão e segundo sua mãe levava uma vida tranquila e tinha o sonho de ser veterinária.  
Ela desapareceu aos 16 anos de idade, no dia 18 de novembro de 2015, na cidade onde morava, após sair de casa para se encontrar com um rapaz que nomeou Léo ou Leonardo para a família. Seus pais inicialmente questionaram o porquê do jovem não ir até a casa da família para buscá-la, mas como tinham um vizinho chamado Leonardo e que era amigo de Ana, eles deixaram que a filha saísse.   
Com o avançar das horas e já sendo meia-noite sem que Ana Cláudia aparecesse, a mãe relatou ter começado a se preocupar. Na manhã seguinte, por volta das 7 horas, ela foi à casa de Léo e perguntou por Ana Cláudia, mas o jovem e sua irmã disseram que não a viam há vários dias. 
Os pais de Cláudia procuraram a polícia, que pediu que a família esperasse 24 horas para registrar o desaparecimento. 

## Investigação e prisão
As buscas por Ana duraram sete meses e passaram por várias delegacias, sem que houvesse qualquer pista ou que a família desistisse de tentar encontrá-la, chegando a fazer protestos públicos para que o caso não fosse esquecido. Quando chegou à  Delegacia Especializada Antissequestro de Santos (Deas) em junho de 2016, foi que a investigação teve resultados, sob a chefia do delegado Renato Mazagão e do investigador Marcelo Canuto.   "Fiz tudo que eu pude durante esses anos, chamei a imprensa, o pessoal da escola e a polícia se prontificou a nos ajudar. Não foi fácil. Eu sempre estava no Fórum, falava com advogado, promotor, fazia manifestações", disse a mãe.  
O caso começou a ser desvendado quando uma das irmãs de Ana Cláudia conseguiu acesso à senha do Facebook da adolescente e encontrou a conversa que ela havia tido com o homem no dia em que sumiu, descobrindo que se tratava de um perfil falso. A partir desta descoberta, as autoridades finalmente chegaram a Manoel. "Tínhamos dois suspeitos: um deles entrou em contato com ela pelo Facebook e o outro, o Manoel, pelo telefone. Ao ser interrogado, ele se contradisse algumas vezes, o que acabou chamando nossa atenção", disse o delegado    
Preso em 29 de junho de 2016, o criminoso contou que a jovem havia caído da motocicleta após se recusar a beijá-lo e que ele havia deixado seu corpo ao lado de uma rodovia. A polícia encontrou a ossada em um matagal perto do Rio Pilões, em Cubatão. Os restos mortais foram reconhecidos inicialmente pelas roupas que se econtravam no local do crime, incluindo uma bermuda vermelha que estava longe da ossada, o que segundo a perita Rosângela Monteiro indica que ela havia sido estuprada.  
Em novo depoimento, pressionado pelas evidências na cena do crime, ele confessou o crime. "Ele nos contou que teria levado a jovem para um local, de moto, e ela caiu, bateu a cabeça e morreu. No entanto, fizemos alguns questionamentos e ele disse que matou ela após tentar agarrá-la e ela reagir", explicou o delegado.  
"O rapaz contou três versões diferentes à polícia. A primeira, que a menina estaria grávida de um traficante, que a teria matado. Na segunda, ele teria levado a jovem para passear em sua moto, quando em determinado momento ela caiu do veículo, batendo a cabeça no chão. Somente depois de algum tempo, o rapaz revelou que teria tentado manter relações sexuais forçadas com a vítima e, diante de sua resistência, acabou por estrangulá-la, escondendo o corpo em um matagal", reportou o UOL. 

### Outras vítimas
Canuto relatou ao canal Investigação Criminal no You Tube que a polícia rastreou outras quatro vítimas de estupro. A perita Rosângela Monteiro disse ao mesmo canal que todas tinham o mesmo perfil de Ana Cláudia. 
Sabrina, uma das irmãs de Ana, posteriormente revelou que meses antes do crime havia sido seguida por Manoel até o portão de casa. O depoimento da jovem às autoridades ajudou a desmascarar o criminoso por ela tê-lo reconhecido. "Fiquei chocada na hora, quando descobri que era o marido de uma amiga", disse ela ao Investigação Criminal. " O suspeito morava em um bairro próximo e era conhecido deles", reportou o G1.  
No dia 05 de julho de 2018 ele foi julgado pelo estupro de outra adolescente. Ele havia usado o mesmo modus operandi: atraí-la na internet, usando um perfil falso. "O caso foi descoberto após ser desvendado o desaparecimento de Ana Cláudia", explicou o G1. 
"Ele abordava as vítimas na rua e, após uma conversa rápida, oferecia uma carona de carro às vítimas. Em seguida, as mulheres eram levadas a um matagal próximo ao Rio Pilões. No mesmo local, a polícia localizou a ossada de Ana Cláudia", relatou o G1. 

## Julgamento e pena
Manoel foi julgado no dia 19 de março de 2021 e condenado a 32 anos de prisão pelos crimes de estupro e assassinato de Ana Cláudia. Após a condenação, a mãe da jovem disse: "Foram anos de desespero, mas eu sempre persisti e tive fé. Depois de muito tempo, posso dizer que estou feliz com o resultado". 
Mário Badures, advogado da família, criticou partes da investigação e atuação da Justiça: "houve, primeiro, a acusação gravíssima de crime sexual com resultado morte, em que o juiz de Cubatão, em primeiro lugar, entendeu estar equivocada a capitulação, vindo depois a mandar o réu para o Tribunal do Júri [cuja competência é restrita aos crimes dolosos contra a vida] e, posteriormente, brindando o acusado com uma absurda absolvição, vindo por entender não ter prova da existência do fato". 

## Perfil do criminoso
Autoridades policiais descreveram Manoel dos Santos Eleotério como uma pessoa fria que não demostrou arrependimento. Segundo a perita Rosângela Monteiro, os traços do criminoso são os de um psicopata e o fato dele ter estuprado várias mulheres faz dele um estuprador em série e agressor sádico.  
Na época em que cometeu o crime, Manoel tinha 24 anos.